# 新潟新幹線運輸区
新潟新幹線運輸区（にいがたしんかんせんうんゆく）は、新潟県新潟市にある東日本旅客鉄道（JR東日本）新幹線統括本部の運転士・車掌が所属する組織である。

## 歴史
- 1982年 - 新潟新幹線第一運転所発足。設立当初は東海道新幹線・東北新幹線の乗務員が派遣された。
- 1997年2月- 新潟車掌区の新幹線行路を統合し新潟新幹線運輸区発足。
- 2005年5月13日 - ISO9001認証取得。
- 2019年4月1日 - 新幹線統括本部の発足に伴い[1]、新潟支社から同本部へ移管。